# Megistogastropsis alulifera
Megistogastropsis alulifera är en tvåvingeart som först beskrevs av Walker 1860.  Megistogastropsis alulifera ingår i släktet Megistogastropsis och familjen parasitflugor. Inga underarter finns listade i Catalogue of Life.